# Friedrich von Rothenstein

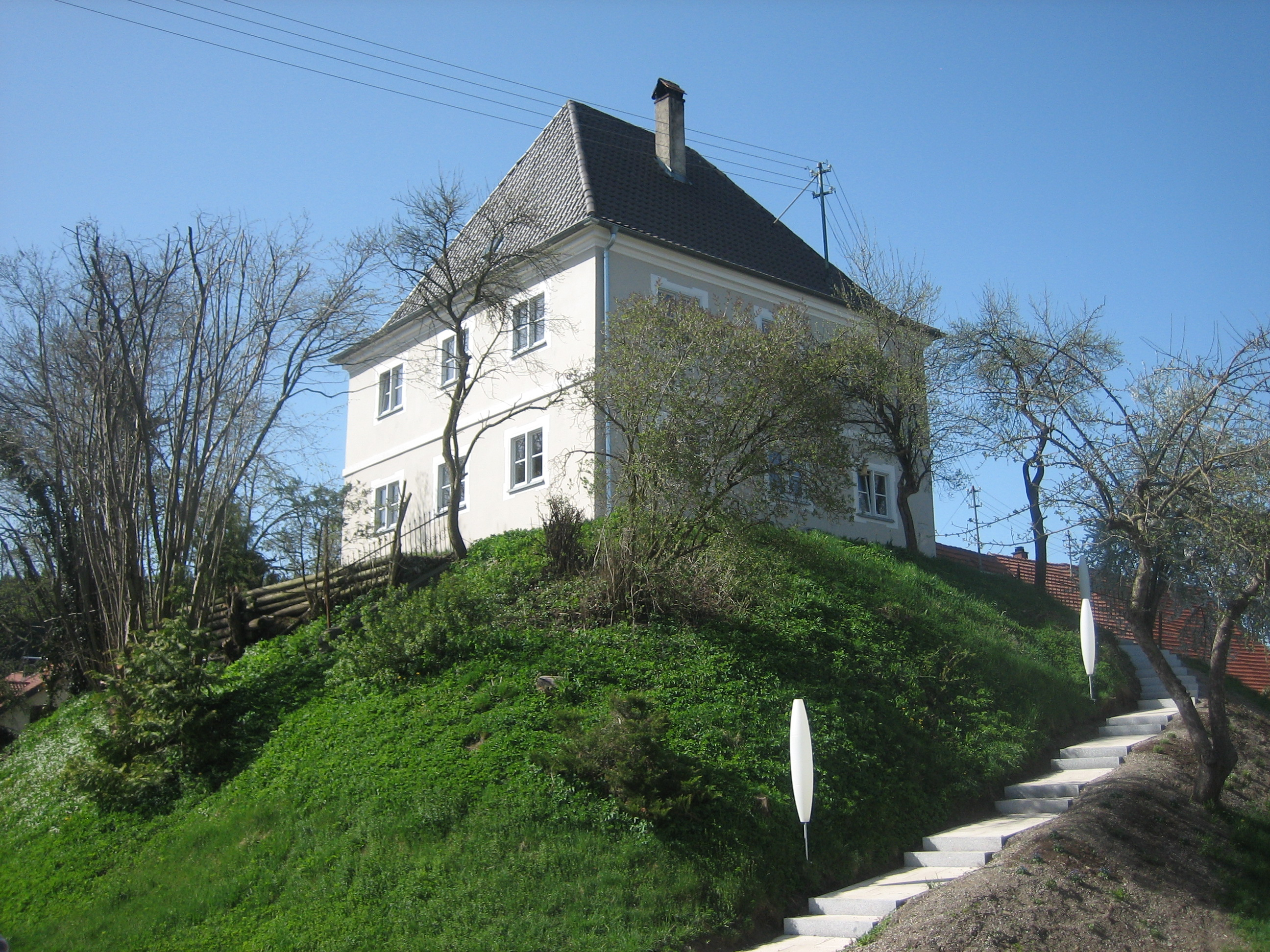
Ehemaliger Standort der Unteren Burg in Woringen

Friedrich von Rothenstein (* im 14. Jahrhundert; † im 14. Jahrhundert) war der Sohn von Konrad von Rothenstein, aus dem Adelsgeschlecht der von Rothenstein. Er hatte seinen Sitz auf der Unteren Burg in Woringen. Friedrich von Rothenstein war der Begründer der Linie Rothenstein - Ittelsburg, welche bis zum Jahr 1562 mit dem Tod von Hans Heinrich von Rothenstein fortbestand.

## Geschichte
Überliefert aus dem Jahr 1335 von Friedrich von Rothenstein ist der Verkauf eines Hofes in Lenzfried, zusammen mit seinem Bruder Konrad, an Bürger von Kempten. Nach dem Tode seines Vaters 1339 erhielt Friedrich von Rothenstein bei der Erbteilung große Teile von Woringen, den Kirchensatz zu Ebersbach, sowie Güter zu Albrechts. Weiterhin verkaufte Friedrich 1339 fünf Güter in Holzgünz an das Hl. Geistspital in Memmingen. Nachdem der Bruder Friedrichs, Konrad von Rothenstein, im Jahre 1344 von kemptischen Bürgern hingerichtet wurde, zog dieser in den Krieg gegen Kempten und beschädigte die Stadt. Durch die Inhaftierung eines Mitstreiters, sah sich Friedrich jedoch zur Aufgabe gezwungen und zahlte eine Entschädigung von 1000 Pfund Pfenningen an die Stadt Kempten, woraufhin 1347 auch die anderen Mitglieder seiner Familie dem Frieden beitraten.
Im Jahre 1348 verkaufte Friedrich, zusammen mit seinen Brüdern Ludwig und Heinrich, an Johann Scholl einen Bürger zu Memmingen, insgesamt vier Güter in Dießlings, sowie zwei Güter in Woringen und mehrere Grundstücke in Zell. Im Jahr 1351 verkaufte Friedrich den Weiler Wagsberg an das Kloster Roth.

## Nachfahren

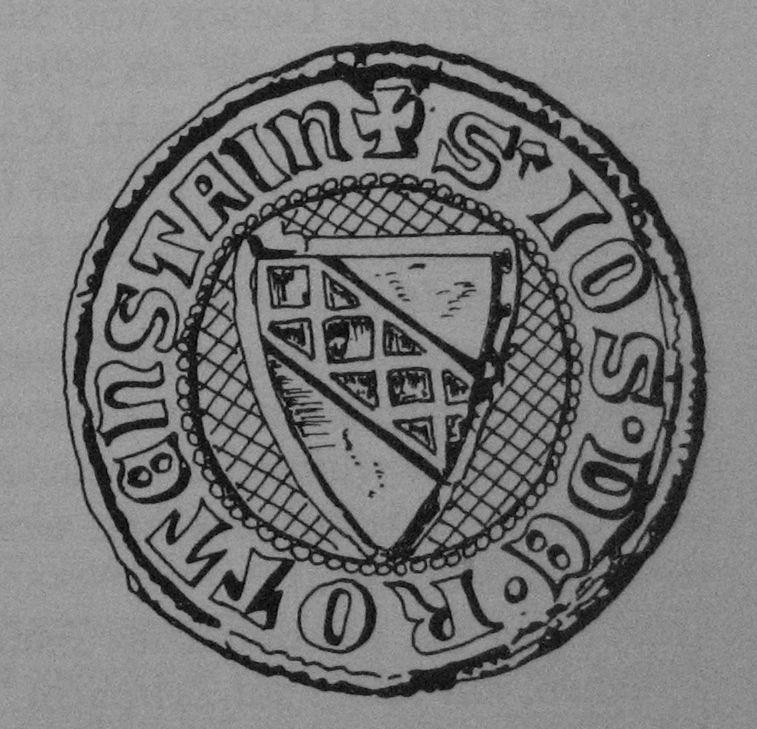
Siegel des Jos von Rothenstein, 1374

- Konrad von Rothenstein († 1351), Pfarrer zu Woringen
- Hug von Rothenstein († 1417 oder 1418), Pfarrer zu Woringen[3][4]
- Jos von Rothenstein, verkaufte 1374 seinen gesamten Besitz an seinen Oheim Heinrich von Rothenstein und ging in die Fremde
- Wilhelm von Rothenstein, tat es seinem Bruder Jos gleich, verkaufte 1374 alles und ging ebenfalls in die Fremde

## Stammbaum
Der folgende Stammbaum zeigt die Linie von Friedrich von Rothenstein. Dies ist eine von zwei genealogischen Hauptlinien, in welche sich das Rothensteiner Adelsgeschlecht gesplittet hat. Im Stammbaum sind nur dann Wappen eingefügt, wenn es sich nicht um Rothensteiner handelt.
| Cecilia von Adelshofen |

| Edle von Schwendi |

| von Riedheim |

| Christin[a/e] von Thürheim |

| Agathe Schindelin |

| von Essendorf |

| Kleopha von Habsberg (Hapsberg) |

| Hans von Hallwyl (* um 1433/1434; † 19. März 1504) |

| Ditrich von Hallwyl |

| Apollonia Burggraf von Burtenbach |

| Christoph von Bollstadt († 1572) |

Anna von Rothenstein, die Tochter des Acharius von Rothenstein und seiner Gemahlin Apollonia Burggraf von Burtenbach, wird in der Literatur bei Alfred Schröder Das Bistum Augsburg historisch und statistisch – Das Landkapitel Oberdorf von 1906–1910 als Gemahlin des Christoph von Bollstadt genannt, während das Max-Planck-Institut für Geschichte in Germania Sacra – Historisch-statistische Beschreibung der Kirche des Alten Reichs – Die Bistümer der Kirchenprovinz Mainz – Das Bistum Konstanz – Das Zisterzienserinnenkloster Wald von 1992, sie als Äbtissin des Klosters Wald aufführt. Ob es sich um die gleiche Person oder zwei Schwestern gleichen Namens handelt, geht daraus nicht eindeutig hervor.